# فيليب غوميز
فيليب غوميز ريبيرو (بالبرتغالية:Filipe Gomes Ribeiro) الشهير باسم فيليب غوميز (مواليد 25 مايو 1987 في ريو دي جانيرو - البرازيل) لاعب كرة قدم برازيلي يلعب حاليا لصالح نادي الدرجة الأولى سيينا الإيطالي منذ 2009 في مركز الوسط المهاجم .

## روابط خارجية
- فيليب غوميز على موقع قاعدة بيانات كرة القدم.إي يو (الإنجليزية)
- فيليب غوميز على موقع Soccerway.com (الإنجليزية)
- فيليب غوميز على موقع عالم كرة القدم.نت (الإنجليزية)